# Bistum Tunsberg

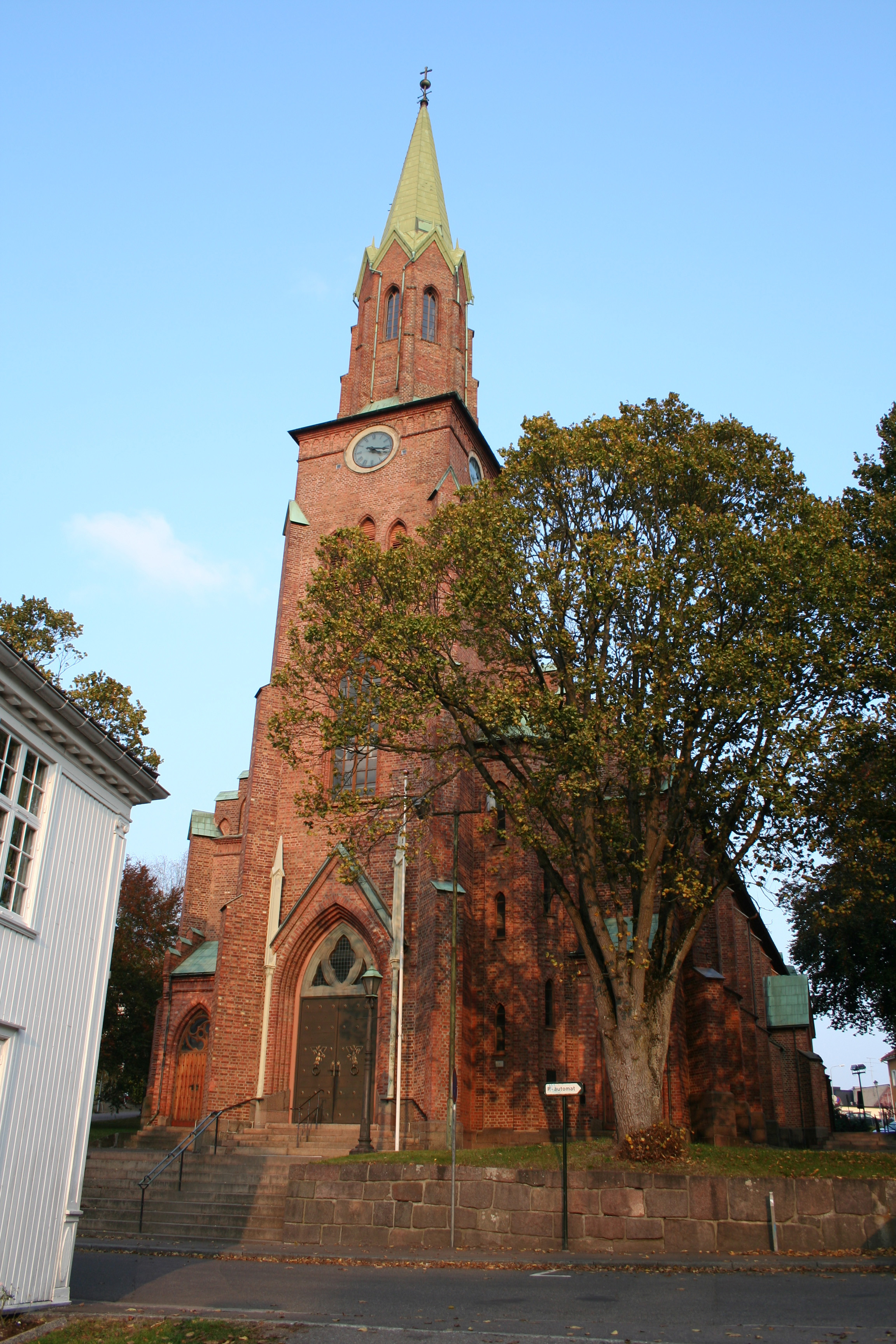
Dom zu Tønsberg

Karte der lutherischen Bistümer in Norwegen

Das Bistum Tunsberg (norwegisch: Tunsberg bispedøme) ist eine der elf Diözesen der evangelisch-lutherischen Norwegischen Kirche. Als Bischof amtiert seit 2018 Jan Otto Myrseth. Die Kathedrale ist der Dom zu Tønsberg.

## Geschichte
Das Bistum Tunsberg wurde 1948 gegründet. Bis dahin hatte sein Gebiet, die Provinzen (Fylken) Vestfold und Buskerud, zum Bistum Oslo gehört. Pläne zur Teilung dieses Bistums hatte es schon 1936 gegeben, aber erst nach der Befreiung Norwegens von der deutschen Besatzung konnten sie wieder aufgegriffen werden. Erster Bischof wurde Bjarne Skard.

## Umfang
Das Bistum umfasst 111 Kirchengemeinden in zehn Propsteien (norwegisch prosti). Von den 526 197 Einwohnern des Gebiets gehörten Ende 2016 359 239 (= 69,28 %) zur Norwegischen Kirche.

## Bischöfe
- 1948–1961 Bjarne Skard
- 1961–1978 Dagfinn Hauge
- 1978–1990 Håkon Edvard Andersen
- 1990–2002 Sigurd Osberg
- 2002–2014 Laila Riksaasen Dahl
- 2014–2018 Per Arne Dahl
- seit 2018 Jan Otto Myrseth